# Bibliográfus
A bibliográfus ókori értelemben könyvíró, könyvmásoló, régi könyveket olvasni tudó. Ma a bibliográfus a könyvtártudományban jártas, könyvismerő, a könyvek pontos leírója, könyvészetek összeállítója. Magyarország legjelentősebb bibliográfusai közé tartozik Szabó Károly, Petrik Géza, Szinnyei József, Gulyás Pál, Zoványi Jenő, Kozocsa Sándor, Péter László.
Erdélyben a legjelentősebb magyar bibliográfusok György Lajos kivételével a két világháború között a kolozsvári Egyetemi Könyvtár szolgálatában álltak: Ferenczi Miklós, Valentiny Antal, Monoki István, Gyalui Farkas; 1945 után ezt a munkát szervezett kereteken (könyvtárak, levéltárak, irodalmi műhelyek, folyóirat-szerkesztőségek) kívül Réthy Andor, Tóth Kálmán, Váczy Leona, Gábor Dénes végezte.

## Lásd még
- Magyar Nemzeti Bibliográfia (Országos Széchényi Könyvtár)
- Szabó Károly: Régi magyar könyvtár
- Régi magyar nyomtatványok 1700-ig
- A magyar irodalomtörténet bibliográfiája
- Stoll Béla: A magyar kéziratos énekeskönyvek és versgyűjtemények bibliográfiája Archiválva 2016. március 4-i dátummal a Wayback Machine-ben